# 겉보기운동
겉보기운동(－運動)은 지구의 자전과 공전 때문에 생기는 천체의 운동으로 시운동이라고도 한다. 마치 일정한 속력으로 달리는 자동차 안에서 바깥을 보면 바깥 경치가 움직이는 것처럼 보이는 것과 같은 원리로 지구에서 태양이나 별을 관찰하면, 이러한 천체가 마치 천구 위로 움직이는 것처럼 보인다. 이것은 지구가 하루에 한 번씩 자전하고, 1년에 한 번씩 태양 주위를 공전하기 때문에 생기는 현상이다.

## 같이 보기
- 일주 운동